# Comité pour la promotion et le progrès des coopératives
Le Comité pour la promotion et le progrès des coopératives (traduit de l'anglais : Committee for the Promotion and Advancement of Cooperatives) a été fondé en 1971.
Le COPAC est un comité composé du mouvement coopératif, des organisations d'agriculteurs, et des Nations unies et ses institutions. Les membres travaillent ensemble sur un pied d'égalité pour promouvoir et coordonner le développement durable par la promotion de la coopération et la sensibilisation sur les coopératives. Ils organisent des dialogues politiques et travaillent ensemble sur les activités de coopération technique et le partage des connaissances et des informations.
Sont membres l'ICA, la FIPA, la FAO, l'OIT et l'ONU.
Historique
"Le COPAC trouve son origine dans la 23e session de l'Assemblée générale de 1968, lorsque les Nations Unies ont demandé au Conseil économique et social des Nations Unies (ECOSOC) d'examiner le rôle des coopératives dans le développement économique et social. En conséquence, lors de sa XLVIIIe session, l'ECOSOC a demandé au Secrétaire général des Nations Unies de collaborer étroitement avec les directeurs de l'OIT, de la FAO, de l'Organisation des Nations Unies pour le développement industriel (ONUDI), de l'ACI et des organisations non gouvernementales compétentes pour élaborer un programme d'action concertée dans le domaine des coopératives qui contribuerait de manière significative à la réalisation de toutes les potentialités du mouvement coopératif dans le développement économique et social. 
Une série de réunions tenues de 1968 à 1971 ont renforcé la collaboration entre la FAO, l’ACI, l’OIT, la Fédération internationale des producteurs agricoles (FIPA) et la Fédération internationale des travailleurs des plantations, de l’agriculture et des branches connexes (FIPAAW), et ont conduit à la création du Comité conjoint pour la promotion des coopératives agricoles en mars 1971. En 1973, les membres sont convenus d’élargir le rôle du comité à la promotion de l’aide aux coopératives en général et ont communiqué ce changement d’orientation sous un nouveau nom : le Comité conjoint pour la promotion de l’aide aux coopératives.
En 1989, les membres ont décidé que le nom devait refléter un comité de collaboration interinstitutions internationale sur les activités liées aux coopératives et ont renommé l'organisation Comité pour la promotion et l'avancement des coopératives."